# Flathead County
Flathead County is een county in de Amerikaanse staat Montana.
De county heeft een landoppervlakte van 13.205 km² en telt 74.471 inwoners (volkstelling 2000). De hoofdplaats is Kalispell.

## Bevolkingsontwikkeling

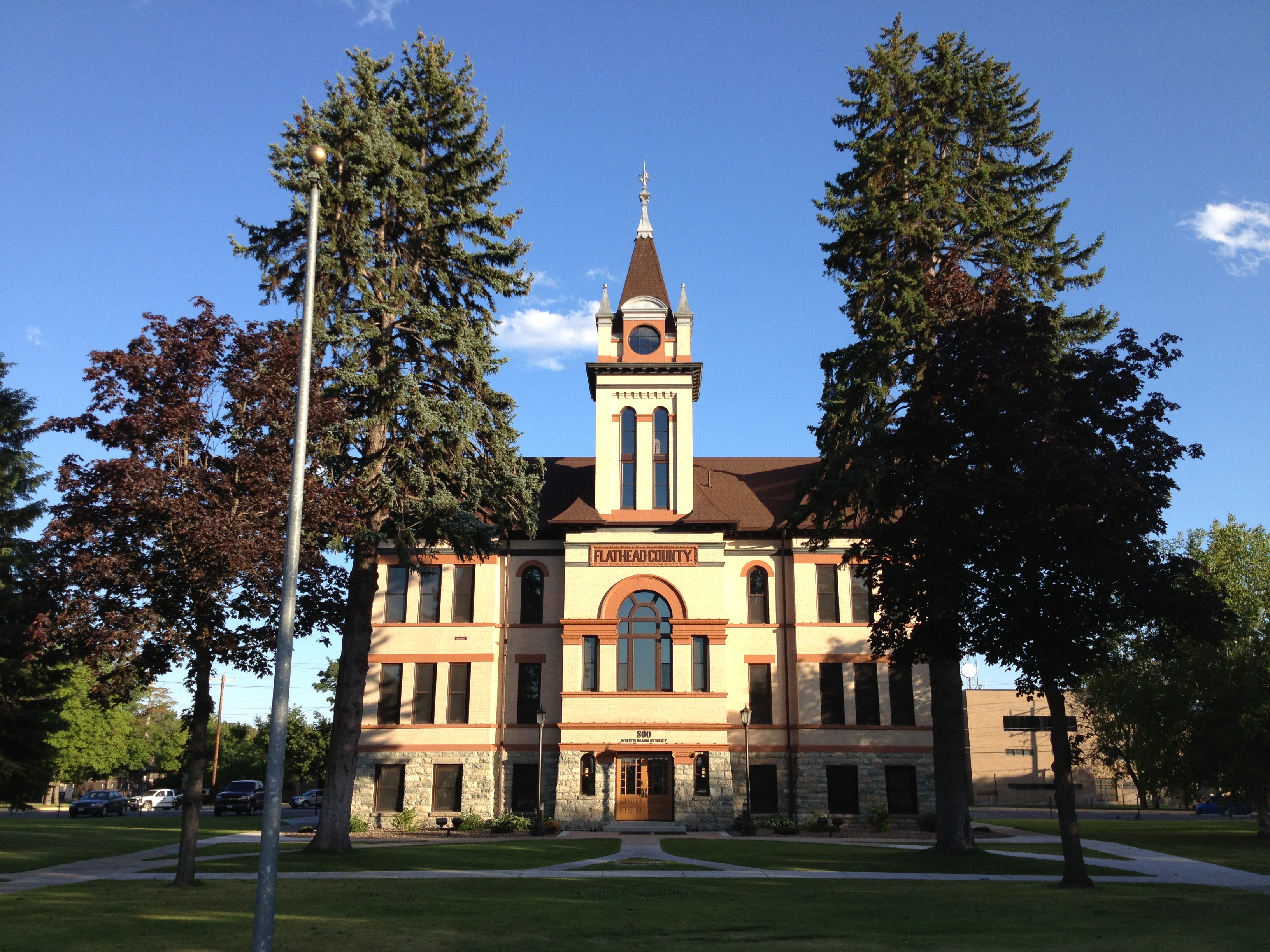
Flathead County Courthouse